# Donjeux, Moselle
Donjeux là một xã trong vùng Grand Est, thuộc tỉnh Moselle, quận Château-Salins, tổng Delme. Tọa độ địa lý của xã là 48° 52' vĩ độ bắc, 06° 24' kinh độ đông. Donjeux nằm trên độ cao trung bình là m mét trên mực nước biển, có điểm thấp nhất là 219 mét và điểm cao nhất là 275 mét. Xã có diện tích 3,25 km², dân số vào thời điểm 1999 là 123 người; mật độ dân số là 37 người/km². Xã nằm về phía đông nam của Metz, thuộc Pháp từ năm 1661.

## Thông tin nhân khẩu
| 1962 | 1968 | 1975 | 1982 | 1990 | 1999 |
| ---- | ---- | ---- | ---- | ---- | ---- |
| 50   | 52   | 44   | 57   | 103  | 123  |